# Eliot Higgins
Eliot Ward Higgins (* leden 1979, Shrewsbury), dříve známý pod pseudonymem Brown Moses, je britský občanský žurnalista využívající při svém pátrání otevřené zdroje a sociální sítě.

## Život
Eliot Higgins původně pracoval v administrativě a v oboru financí. Jeho žena je poštovní úřednice a pochází z Turecka. Roku 2012, kdy začal psát komentáře k syrské válce na svém blogu, pojmenovaném podle písně Franka Zappy Brown Moses, byl nezaměstnaný a staral se doma o své dítě. Blog vytvořil původně jako svůj koníček, ale jeho důkladná investigativní činnost mu získala proslulost průkopníka. Jako naprostý amatér, který neměl žádné předchozí vědomosti o zbraních a nerozumí arabštině, analyzoval zbraně zachycené na 450 veřejně dostupných kanálech YouTube a zaznamenával jejich typ, datum a místo, kde se zbraně objevily. Higgins využívá také geolokaci a interpretuje satelitní snímky i fotografie a další údaje ze sociálních sítí, porovnává jména a fotografie v pasech a záznamy o překročení hranic, telefonní čísla nebo údaje o převodu aut. Pomohl při vyšetřování Syrské občanské války, ruské vojenské intervence na Ukrajině, sestřelení Malajsijského civilního letadla MH 17 nad Východní Ukrajinou, při objasnění identity ruských agentů, kteří se pokusili zavraždit Sergeje Skripala a jeho dceru ve Velké Británii.

## Hlavní výsledky činnosti

### Syrská válka
Higgins zveřejnil roku 2012 užití improvizovaných barelových bomb a kazetových pum a usvědčil Syrskou vládu ze lži, když ve své databázi zaevidoval 491 videí z celé Sýrie, která jeho tvrzení dokládají. Dokázal identifikovat zbraně propašované do Sýrie – např. přenosný protiletadlový raketový komplet velmi krátkého dosahu, obvykle s infračerveným pasivním naváděním (MANPADS) vyráběný v Číně, nebo zbraně původem z Chorvatska ve výzbroji džihádistů.

### Bellingcat
Eliot Higgins je znám zejména jako zakladatel investigativního občanského webu Bellingcat. Pátrání, která Bellingcat provádí, ukazuje jak lze využít nejrůznější veřejně dostupná data k odhalení utajovaných operací, ztotožnit příslušníky vojenských útvarů včetně jejich jmen, bydliště, odhalit agenty vojenské rozvědky.
Po zveřejnění jmen ruských agentů, kteří byli vypovězeni z Nizozemska poté, co se pokoušeli vniknout do systému Organizace pro zákaz chemických zbraní, Bellingcat s pomocí svého ruského partnera The Insider nalezl doklad o registraci jednoho z nich v ruské databázi vlastníků automobilů. Adresa agenta Komsomolsky Prospekt 20 odpovídá vojenskému útvaru č. 26165, který se specializuje na kybernetickou válku. Bellingcat nalezl v tomto registru na stejné adrese dalších 305 registrovaných vozidel a jejich majitele včetně jmen, čísel jejich pasů a mobilních telefonů. Může jít o bezprecedentní odhalení osobních dat členů rozvědky v recentní historii.
Z analýzy dat, která shromažďují fitness aplikace Strava a Polar spolupracovník Bellingcatu a mírový aktivista Foeke Postma lokalizoval místa, kde pracují a bydlí příslušníci ozbrojených sil. Polar je výrobcem bezdrátového monitoru srdeční činnosti a jeho sociální platforma Polar flow nabízí sdílení dat uživatelů o svém tréninku. Z veřejně dostupných dat bylo možné určit jména, pravidelné trasy z domova na vojenskou základnu, datum čas i dobu tréninku na základně. Polar zveřejnil globální data uživatelů od roku 2014. Bylo tak možno ztotožnit např. důstojníka sloužícího na letecké základně, kde jsou umístěny atomové zbraně.

### Sestřelení MH 17
Higgins pečlivě zmapoval cestu ruského protiletadlového systému BUK ze základny v Kursku do oblasti Doněcku i návrat téhož odpalovacího zařízení zpět do Ruska s jednou chybějící raketou. Později vydal zprávu, která prokazovala, že satelitní snímky publikované ruským Ministerstvem obrany byly manipulované Photoshopem. Higginsovy důkazy později potvrdil nizozemský vyšetřovací tým, který prokázal odpovědnost Ruska za sestřelení letadla.

### Otrava Sergeje a Julie Skripalových
Higgins zjistil, že za falešnou identitou Ruslana Bočirova se skrývá plukovník ruské vojenské rozvědky GRU Anatolij Vladimirovič Čepiga, kterého vyznamenal ruský prezident Vladimir Putin a druhý z agentů, známý pod přezdívkou Alexander Petrov, je ve skutečnosti vojenský lékař Dr. Alexandr Miškin, rovněž zaměstnaný v GRU.

## Partnerství s Atlantickou radou
Higgins se podílí na některých projektech řízených Atlantickou Radou (Digital Forensic Research Lab, Future Europe Initiative), geopolitickým strategickým think-tankem sídlícím ve Washington D.C. Byl spoluautorem zprávy Hiding in Plain Sight: Putin's War in Ukraine, která inspirovala korespondenta Vice News Simona Ostrovského. Ten vytvořil dokument Selfie Soldiers, ve kterém využil digitální stopu zanechanou ruským vojákem Bato Dambajevem, který byl odvelen aby bojoval na Východní Ukrajině.
Higgins je jedním z pěti autorů zprávy Atlantické rady z roku 2016 Distract, Deceive, Destroy, o ruské roli ve válce v Sýrii.

## Společenské uznání
Eliot Higgins je považován za jednoho z nejpřednějších investigativních žurnalistů. Oceňují ho organizace jako Human Rights Watch a Amnesty International, ale i válečný korespondent C. J. Chivers, který pracuje pro The New York Times. Jeho profily zveřejnily noviny News Corp Australia, The Guardian, The Independent, The Huffington Post, The New Yorker a televizní kanály CNN a Channel 4.
Roku 2018 Eliot Higgins pobýval jako výzkumník (visiting research associate) v Centre for Science and Security Studies (CSSS) na katedře Válečných studií na King’s College London a také v Centru lidských práv na University of California v Berkeley.